# آدرین-ماری لژاندر
آدرین-ماری لژاندر (به فرانسوی: Adrien-Marie Legendre) (تلفظ فرانسوی: [adʁiɛ̃ maʁi ləʒɑ̃:dʁ]) (زاده ۱۸ سپتامبر ۱۷۵۲ در پاریس – درگذشته ۱۰ ژانویه ۱۸۳۳ در پاریس)، ریاضیدان فرانسوی بود که سهم زیادی در ریاضیات داشت. مفاهیم شناخته شده و مهمی مانند چندجمله‌ای‌های لژاندر و تبدیل لژاندر به نام او نامگذاری شده‌اند. او همچنین به خاطر سهمش در روش کمترین مربعات شناخته می‌شود و اولین کسی بود که رسماً در مورد آن مطلبی منتشر کرد.

## زندگی‌نامه
آدرین ماری لژاندر در روز ۱۸ سپتامبر ۱۷۵۲ در خانواده ای ثروتمند چشم به جهان گشود. وی تحصیلات خود را در دانشگاه Mazarin در پاریس گذراند و در سال ۱۷۷۰ از پایان نامهٔ خود در خصوص فیزیک و ریاضیات دفاع کرد.
از سال ۱۷۷۵ تا ۱۷۸۰ در École Militaire و پس از آن تا سال ۱۷۹۵ در École Normale تدریس کرد. در همان زمان وی به انستیتو Bureau des Longitudes پیوست و در سال ۱۷۸۲ جایزه ای از سمت فرهنگستان علوم پروس بخاطر مقاله اش در خصوص عملکرد پرتابه‌ها در مقاومت محیط دریافت کرد، این مقاله همچنین توجه لاگرانژ را به او معطوف ساخت.
همچنین Académie des sciences (آکادمی علمی فرانسوی) لژاندر را در سال ۱۷۸۳ به عنوان دستیار استاد و در سال ۱۷۸۵ وی را به عنوان یکی از اعضای آکادمی پذیرفت. ناگفته نماند که وی با Anglo-French Survey برای محاسبهٔ دقیق مسافت بین رصدخانه پاریس و رصدخانه سلطنتی گرینویچ (بوسیلهٔ مثلثات) همکاری کرد.
از مهم‌ترین کارهای لژاندر، تبدیل لژاندر یا بسط لژاندر است که در مباحث زیادی از فیزیک نظری از جمله در مکانیک کوانتومی کاربرد دارد.

## افتخارات
- عضو افتخاری خارجی فرهنگستان هنر و علوم آمریکا
- نامگذاری دهانه لژاندر در ماه به افتخار وی
- نامگذاری سیارک کمربند اصلی لژاندر ۲۶۹۵۰
به پاس خدمات وی
- لژاندر یکی از ۷۲ تن دانشمند برجسته فرانسوی است که به پاس گرامیداشت وی نامش بر لوحی در برج ایفل حک شده است.

## کتابها، مقالات
- عناصر هندسه (۱۷۹۴)
- مقاله ای دربارهٔ نظریه اعداد
- روشهای نوین برای تعیین مدارهای سیارات

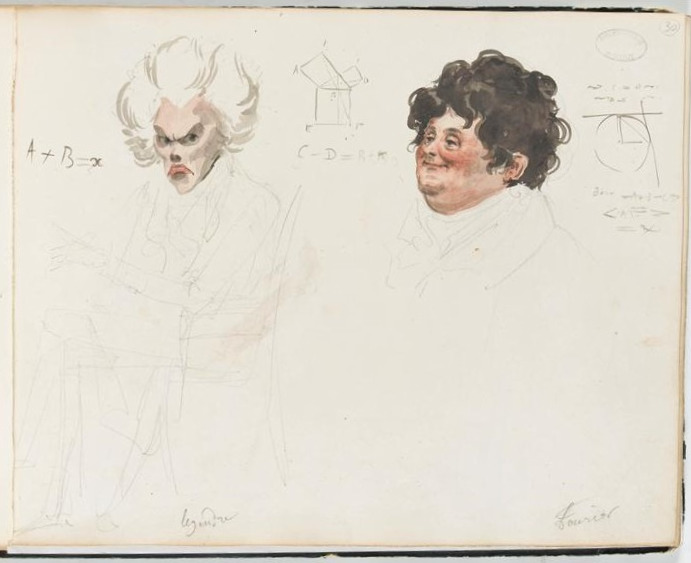
پرتره آبرنگ ریاضیدان فرانسوی آدرین-ماری لژاندر و جوزف فوریه

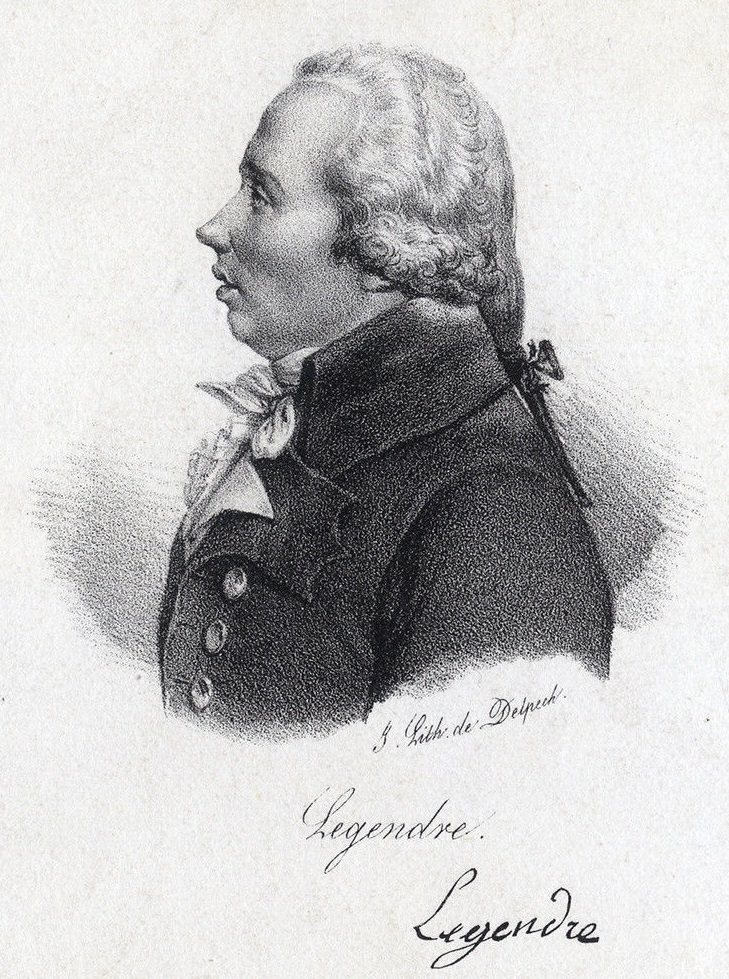
طرحی از نیمرخ سیاست مدار فرانسوی لوییس لژاندر که چهره وی به اشتباه قریب به ۲۰۰ سال به جای آدرین-ماری لژاندر ریاضیدان فرانسوی مورد استفاده قرار گرفته است (تا سال ۲۰۰۵ که این تشابه اسمی کشف شد).